# Eduarda Coelho
Eduarda Coelho (nascida a 2 de março de 1968) é uma atleta de fundo portuguesa aposentada. Ela competiu nos 4 × 400 metros estafetas nos Jogos Olímpicos de 1992.